# رافية رفيقة
رافية رفيقة (الاسم العلمي: Raphia frater) هي نوع من الحشرات يتبع جنس الرافية من الفصيلة الليليات.